# Рики-Тики-Тави
Рики-Тики-Тави е кратък разказ от „Книга за джунглата“ (1894) на Ръдиард Киплинг, в който се разказва за приключенията на мангуста с името Рики-Тики-Тави.
Две деца – брат и сестра, го намират на брега на една река, където го спасяват от удавяне след буря, отнасят го в тяхната къща и решават да се грижат за него и го отгледат като домашно животно. Остатъкът от историята е за храбрите битки на Рики с едно семейство кобри - Наг и Нагаина. Накрая той успява да убие и двете змии и да унищожи техните яйца.
Това е една от любимите истории на деца и възрастни от книгата на Киплинг и се характеризира с доста сериозен тон. Публикувана е често като отделна книжка.